# Ataque a la fragata Emperatriz
El ataque a la fragata Emperatriz, insignia del Imperio del Brasil, fue una audaz acción realizada el 27 y 28 de abril de 1826 por la escuadra argentina al mando de Guillermo Brown en el marco de la Guerra del Brasil.

## Historia
Tras el Ataque a la Colonia del Sacramento (1826) del 26 de febrero y la acción nocturna del 1 al 2 de marzo de 1826, que había ocasionado 52 muertos, 73 heridos graves, 80 prisioneros y la pérdida de un bergantín y tres cañoneras, el 13 de marzo Brown dejó por órdenes del gobierno las aguas de Colonia del Sacramento y regresó a Buenos Aires.
Pese a las duras pérdidas y a lo exiguo de sus recursos, Brown reinició rápidamente una estrategia ofensiva sobre las superiores fuerzas brasileras, esta vez sobre la base misma del imperio, la plaza de Montevideo. El objetivo era la captura de la fragata Nictheroy, nave insignia del almirante James Norton. Alistó a esos efectos la 25 de Mayo (insignia), y los bergantines Congreso Nacional y República Argentina.
Tras el Ataque a la fragata Nictheroy del 11 de abril, Brown volvió a puerto y efectuadas las reparaciones mínimas zarpó a los pocos días, al amanecer del 26 de abril, en busca a la flota enemiga, ahora con la 25 de Mayo (Tomás Espora), el República (Guillermo Clark), el Independencia (Guillermo Bathurst), el General Balcarce (Nicolás Jorge), la Sarandí (José María Pinedo), la Río (Leonardo Rosales) y el Congreso (Juan King). Tras pasar frente a Punta Indio y Samborombón siguió rumbo a Montevideo.
El día 26 de abril a la vista del Cerro de Montevideo, Brown convocó a bordo de la capitana a una junta de sus comandantes diciéndoles que dado que "no se tenían noticias de los bloqueadores, a los que daba por Maldonado, era de opinión se tentara un nuevo golpe de mano sobre Montevideo, con el fin de apresar a la fragata Nictheroy, surta en sus aguas, cual se comprobó en el serio reconocimiento del 11 de ese mes, operación que compensaría con ventajas, las fatigas y azares del crucero." El plan fue apoyado por sus oficiales con entusiasmo y tras brindar por el triunfo con una copa de madeira, su vino favorito, dio órdenes para prepararse para el abordaje. El santo y seña sería "Santa María". 
La noche cubierta del 27 al 28 de abril permitía distinguir solo ligeramente las siete naves ancladas, por lo que Brown mandó enfachar el aparejo para aminorar la marcha. Las partidas de abordaje estaban compuestas por dotaciones de la 25 de Mayo y del Independencia y llevaban pistolas, machetes y hachas, vistiendo camisas blancas sobre sus uniformes para distinguirse en la lucha. Un grupo debía cortar el cable de amarras, otro soltar las velas y el tercero encargarse de la maniobra.
El plan era en extremo audaz y de escasas probabilidades de éxito. Debía asegurar la sorpresa y una aproximación segura y coordinada en un fondeadero poco conocido, en noche cerrada (aunque con luna llena, lo que no favorecía la sorpresa) y del cual se carecía de información actualizada acerca de la disposición de las naves enemigas, e igual de importante, de las neutrales. Aún de lograrse, contra lo que era habitual en este tipo de golpes de mano, se dirigía no contra una fuerza inferior sino contra una nave de mayor envergadura, con 280 tripulantes y apoyo cercano de naves de porte, cañoneras e incluso baterías de tierra.

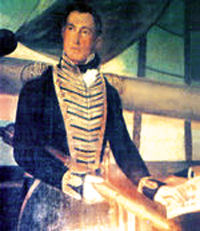
Brown (óleo de F.Goulu, 1825).

A las 20:00 enfilaron en la bahía y observaron que también se encontraba fondeado al sur del puerto el escuadrón de bloqueo de Buenos Aires al mando del almirante José Rodrigo Ferreira Lobo, detenido en puerto por una tormenta reciente. Pese a que las fuerzas enemigas eran aún superiores a las esperadas, Brown prosiguió con su plan.
La escuadrilla consiguió aproximarse sin ser detectada a una agrupación de siete naves, que no podían ser identificadas por la oscuridad. Poco antes de la medianoche, Brown preguntó al pasar junto a la popa de una gran fragata What vessel is that? (Qué buque es ese?), y obtuvo como respuesta: That is nothing to you? (Qué le importa?). Dado que en ocasión del ataque del 11 se encontraba en puerto y en esa posición la fragata inglesa de 36 cañones HMS Doris y se esperaba también la presencia del USS Cyane, era preciso asegurarse de no atacar un bueque neutral. El coronel Antonio Toll relataría pasados los hechos que "Eran las doce de la noche cuando esto sucedía, y cantó un gallo, mientras ladraba un perro". Esos indicios no eran triviales. Espora dedujo que la fragata era brasileña, "porque ningún buque inglés consiente perros ni gallos a su bordo, ni que sus centinelas omitan dar el grito de alarma al que se acerque". Brown insistió nuevamente sin obtener respuesta, lo que lo convenció de que era un buque brasilero y que la sorpresa se había perdido.
La 25 de Mayo rebasó por babor la proa adversaria, viró a estribor y atravesándose por una de sus aletas, disparó sobre ella su andanada, rompiendo a la vez fuego de fusilería.
La nave era la Imperatriz, más poderosa aún que la Nitheroy, de 1070 toneladas, 52 cañones y casi 400 hombres de dotación, que el mismo día anterior había ocupado el fondeadero del HMS Doris. Al ser interrogado por la 25 de Mayo, el oficial de guardia despertó al capitán Luis Barroso Pereira quien puso en pie de lucha a su nave con rapidez.
Sin embargo, la Imperatriz sufrió daños en la maniobra adversaria y se vio impedida de ponerse en movimiento. Pudo sin embargo recibir a sus atacantes con una descarga cerrada de sus cañones de a 18 en cubierta y de mosquetería. Brown mantuvo a la 25 de Mayo por la aleta de babor y la de estribor, en los sectores de popa, de manera que el enemigo no pudiese abrir fuego con toda la artillería de su banda, disparándole a su vez sobre el espejo de popa, punto débil de los buques de la época por los cristales de los camarotes del comandante y oficiales. Mientras tanto, el Independencia de Bathurst cañoneaba por proa. El fuego brasilero era sin embargo intenso aunque por la mayor altura de la cubierta afectaba principalmente a los aparejos de las naves republicanas sin acertar en la cubierta atestada por los trozos de abordaje.
Brown se decidió finalmente a abordar pero se interpuso el Independencia en el mismo instante en que iba a apoyar el bauprés sobre la banda del enemigo, lo que obligó a la 25 de Mayo a separarse manteniéndose ahora en apoyo del Independencia al igual que las restantes naves, que permanecían ligeramente sotaventadas.
El cañoneo duró una hora y cuarto aproximadamente. Incapaz de acercarse lo suficiente para enviar los botes y advirtiendo que el resto de la flota imperial acudía ya a ayudar a la Imperatriz, con la visibilidad muy reducida que hacia probable una confusión con las fuerzas propias, Brown decidió suspender la acción poniendo proa hacia el O.S.O. rumbo al banco Ortiz.
La fragata brasileña sufrió grandes daños, especialmente en su popa y arboladura, y en el combate murió el comandante brasileño capitán de fragata Luis Barroso Pereira y 53 de sus hombres. Por otra parte el bergantín Independencia de la escuadra republicana también resultó muy averiado.
El almirante Lobo, jefe de la división naval brasileña en Colonia no atacó a Brown y le permitió retirarse sin combate, lo que provocó luego su relevo por el almirante Pinto Guedes. Brown por su parte, en vez de regresar a puerto pasó a Maldonado para, mientras reparaba sus naves, procurar la captura de naves de bandera enemiga en tránsito a Montevideo. Sin encontrar presas regresó por el banco Ortiz a Buenos Aires pero encontró los buques de la escuadra de Lobo y al amanecer del 3 de mayo los atrajo con éxito al banco produciéndose el Combate del Banco de Ortiz.